# 2023年朝鮮端川站出軌事故
2023年朝鮮端川站出軌事故發生於2023年12月26日下午。据自由亚洲电台报道，朝鮮民主主義人民共和國鐵道省營運的平羅線端川站附近，一列由平壤站開往金溝站的列車在金溝線的行程上，當時它正從東巖站爬坡前往梨坡站途中，因設備老舊電力不足，導致電力火車頭出現電壓不足、車輪空轉打滑，而整列火車向後逆行下坡，至新坪站附近，有七節車廂（包括行李車廂和普通乘客車廂）脫軌並墜落至山谷，車上逾400人死亡。僅剩下車頭後的兩節頭等車廂（乘客皆為勞動黨幹部）沒有脫軌，跟隨火車頭從東巖站一路往後滑行至平羅線的端川站。
掉下山谷的車廂中，並非所有乘客皆即時死亡，有部份獲救的重傷乘客被送往端川市立醫院，但由於醫院缺乏各種救援所需的藥物，包括抗生素，大多數乘客都得不到救治，在醫院裏等待死亡。咸鏡南道也為此而成立了專門處理遺體的工作小組。而事發當時適逢朝鲜勞動黨全體會議（朝鲜勞動黨第八屆中央委員會第九次全體會議）前夕，朝鲜中央得知這宗重大意外後，緊急封鎖消息，加強控制輿論。
針對自由亞洲電台關於此事的報道，南韓國家情報院表示「仍在努力確認細節」，而統一部則表示「目前沒有經過核實的信息可以分享」。